# Битва під Ставищами
Ставищанська оборона — один із епізодів наступу гетьмана польного коронного Стефана Чарнецького на Правобережну Україну у 1664-65 роках. Влітку 1664 року містечко Ставище на Київщині повстало проти влади Речі Посполитої. Після довгої і впертої облоги, яка коштувала великих втрат і поляків, ставищани, примушені голодом, капітулювали 30 вересня (10 жовтня) 1664 року. Вони видали своїх провідників і заплатили велику контрибуцію. Але за пару місяців ставищани знову повстали. Тоді Чарнецький узяв Ставища вдруге й звелів усіх мешканців вирізати, а місто зруйнувати до тла.

## Повстання та початок першої облоги
На початку липня вибухнуло повстання у містечку Ставищі, жителі якого закликали на допомогу повстанців (дейнеків) з Умані (18 чи 20 сотень) і розгромили залогу з 400 білоцерківських козаків. С.Чарнецький, як з'ясував польський історик Веслав Маєвскій, залишивши для спостереження за діями І.Брюховецького близько 1 тис. жовнірів під Корсунем і направивши для проведення диверсії на Лівобережжі татар Каммамет-мурзи, з основними силами подався до Ставища. 27 червня (7 липня) він уже був під його стінами, прагнучи «покарати місто для прикладу іншим».
Охорону Ставища взяли до своїх рук полковники Дячко (тривалий час перебував у турецькому полоні на галерах) та Булганий (за Богдана Хмельницького командував полком піхотинців). 11 липня під проводом С.Чарнецького, П.Тетері та Я.Собеського розпочався генеральний штурм. Жовніри й татари в одному місці прорвалися через вали й захопили міську браму. Оскільки татари передусім кинулися по ясир, виникло сум'яття. Цим скористалися повстанці та міщани, котрі перейшли в контратаку, здійснивши через дві інші брами вилазку, та відкинули ворога.

## Облога Ставищ

Гравюра Облоги Ставищ станом на 8 жовтня 1664 року (вид. «Theatrum Europaeum», том 9, Франкфурт-на-Майні, 1672)

Спантеличений невдачею, С.Чарнецький наказав спалити в полях збіжжя, заблокувати місто, стягнути в одне місце наявні гармати (всього їх зібрали 41), доставити із Шаргорода запалювальні кулі, картеч і гранати. Сам він часто їздив перед позиціями захисників міста в накидці з тигрячої шкури, за яку вони прозвали його «рябим собакою». Зі свого боку, обложені копали окопи й насипали вали.
Наприкінці липня та на початку серпня поляки здійснили другий штурм, до якого залучили слуг і обозну челядь. Вони спромоглися оволодіти частиною валів, однак польські гармаші, не знаючи цього, вдарили по своїх, завдавши їм відчутних втрат. Повстанці й міщани, б'ючись врукопаш, стояли на смерть. Пізньої ночі жовніри відступили. С.Чарнецький, вражений величезними втратами, за словами В.Коховського, не зронив і слова. Коли йому показали полеглу роту піхотинців, він із гнівом сказав: «…війна людей не родить».
У двох штурмах було вбито й поранено близько 5,5 тис. осіб. У деяких піхотних полках залишилося по кілька десятків осіб. Зрозумівши, що приступами успіху не досягти, київський воєвода поклав надії на облогу міста, оборону якого замість полеглого Дячка очолив Чіп. Стійкість ставищан породила у кримських воєначальників сумніви в можливості досягнення перемоги. Селім-Гірей повідомляв М.Пражмовському: «… то певно, що України не втримаємо…»

## Дії Брюховецького і Сірка
Зосередження основних сил поляків і татар під Ставищем давало І.Брюховецькому шанс перехопити ініціативу, адже ворог утримував за собою тільки Паволоч, Чигирин, Білу Церкву й Корсунь. Однак він продовжував відсиджуватися в Каневі, очікуючи на підхід армії Г.Ромодановського, що негативно позначалося на бойовому дусі козаків і посилювало дезертирство.
Щоправда, 30 червня до Умані було послано 2,5 тис. запорожців на чолі з І.Сірком, 300 калмиків та кілька сотень росіян під проводом Г.Косагова, котрі повернулися до нього з Лівобережжя. По дорозі вони погромили татар (в урочищі Капустина Долина), а згодом, уже в Умані, завдали поразки іншому татарському чамбулу.
Очевидно, через особисті амбіції та скарби П.Тетері, що їх захопили у Брацлаві й перевезли до Умані, І.Сірко посварився з брацлавським полковником О.Гоголем, залишив Брацлавщину й здійснив похід із калмиками проти татарських улусів (Г.Косагов прибув до Канева). Повертаючись назад із здобиччю, І.Сірко в кінці липня зазнав відчутної поразки від поляків і татар у Сара(д)жинському лісі (неподалік від Чечельника). Потрапили до полону його брат і син, а сам він насилу прорвався до Торговиці, звідки подався на Запорожжя.

## Рейди на Лівобережжя
Після того, як підійшли свіжі сили ногайських і кримських татар, С.Чарнецький відрядив для проведення чергової диверсії на Лівобережжі близько 5 тис. поляків, татар і українців, котрі спустошили околиці Кременчука, Лукомлі, Миргорода, Лубен. Цей та інші рейди, невдалі спроби захопити Корсунь, брак російської допомоги, дезертирство козаків і російських солдатів остаточно деморалізували І.Брюховецького.

## Капітуляція Ставищ
Не одержуючи допомоги, зазнаючи жорстоких репресій (за визнанням, що його в кінці серпня зробив С.Чарнецький, на той час полягло щонайменше 100 тис. українців), частина повстанців припиняє боротьбу. Внаслідок арешту синів О.Гоголя, котрі навчалися у Львові, та переговорів з наказним гетьманом М.Ханенком, на початку вересня О.Гоголь та очолюваний ним Брацлавський полк перейшли на бік П.Тетері. Здалися також Ладижин, Немирів, Бершадь і Тростянець.
З кожним днем погіршувалося становище обложених у Ставищі. Брак продовольства, а відтак нестерпний голод, що косив лави оборонців, зрештою примусив їх піти на переговори. 30 вересня (10 жовтня) 1664 року вони склали зброю й присягнули на вірність королю.

## Друге повстання, битва і знищення Ставищ
Одначе у січні 1665 року жителі Ставища знову повстали і знищили польську залогу у містечку. С.Чарнецький відправив проти них регіментаря С.Маховського. Під Ставищем відділ Маховського розбито повстанцями, поляки втратили в бою з ними близько 200 жовнірів, а сам Маховський ледве втік.
Тоді київський воєвода Чарнецький раптовим нападом захопив Ставище, наказав усіх жителів вирізати, а місто спалити так, щоб залишилося тільки місце, де воно стояло. Сам Чарнецький під час штурму Ставища був поранений пострілом з рушниці, і невдовзі помер.